# Matovce
Matovce é um município da Eslováquia, situado no distrito de Svidník, na região de Prešov. Tem 3,99 km² de área e sua população em 2018 foi estimada em 126 habitantes.

## Demografia
| Ano:        | 1994 | 2004   | 2014   | 2024   |
| ----------- | ---- | ------ | ------ | ------ |
| Broj ljudi: | 144  | 133    | 128    | 119    |
| Razlika:    |      | -7,63% | -3,75% | -7,03% |

| Ano:               | 2023 | 2024 |
| ------------------ | ---- | ---- |
| Número de pessoas: | 119  | 119  |
| Diferença:         |      | +0%  |